# Tigveni
Tigveni is een Roemeense gemeente in het district Argeș.
Tigveni telt 3424 inwoners.